# Rolando Panerai
Pour les articles homonymes, voir Panerai.
Rolando Panerai, né le 17 octobre 1924 à Campi Bisenzio près de Florence et mort le 22 octobre 2019 à Florence, est un baryton italien.

## Biographie
Rolando Panerai étudie le chant d'abord à Florence, puis à Milan avec Giulia Tess. Il fait ses débuts au Teatro San Carlo de Naples en 1947, dans le rôle du Pharaon dans Mosè in Egitto de Rossini. Il chante dans toute l'Italie, avant ses débuts à La Scala de Milan en 1951 dans le rôle de Sharpless de Madame Butterfly. Cette même année, il participe au cinquantenaire de la mort de Verdi à la radio italienne (RAI), y chantant I due Foscari, Giovanna d'Arco (avec Tebaldi), La battaglia di Legnano, Aroldo.
Il interprète d'abord les grands rôles de baryton du répertoire italien, puis se spécialise peu à peu dans les emplois de comédie de compositeurs tels Cimarosa, Mozart, Rossini, Donizetti, notamment Il matrimonio segreto, Le nozze di Figaro, Don Giovanni, Cosi fan tutte, Il Barbiere di Siviglia, L'elisir d'amore, Don Pasquale, mais aussi Falstaff de Verdi et Gianni Schicchi de Puccini.
Il devient un invité régulier des festivals de Salzbourg et Aix-en-Provence, tout en se produisant également à Vienne, Londres, Barcelone, Lisbonne, etc.
Panerai a beaucoup enregistré, souvent comme partenaire de Maria Callas et Giuseppe Di Stefano dans les années 1950, notamment dans I puritani, Il trovatore, Cavalleria rusticana, Pagliacci, La Bohème.
Possédant une voix sombre et vibrante, il jouit d'une très longue carrière, chantant Germont de La traviata en 2000, dans une production de la télévision française, avec José Cura et Eteri Gvazava, démontrant une voix encore remarquablement solide pour un homme de 76 ans.

## Discographie sélective
- Mozart - Cosi fan tutte - Elisabeth Schwarzkopf, Nan Merriman, Rolando Panerai, Léopold Simoneau - Philharmonia Orchestra, Herbert von Karajan (Columbia, 1955)
- Verdi - Rigoletto - Rolando Panerai, Margherita Rinaldi, Franco Bonisolli, Viorica Cortez, Bengt Rundgren - Chœur et orchestre de l'Opéra de Dresde, Francesco Molinari-Pradelli (ARTS, 1977)
- Puccini - Madame Butterfly - Renata Scotto, Carlo Bergonzi, Anna di Stasio, Rolando Panerai - Chœur et Orchestre de l'Opéra de Rome, John Barbirolli - (EMI, 1966)
- Verdi - La Traviata - Beverly Sills, Nicolai Gedda, Rolando Panerai - John Alldis Choir, Royal Philharmonia Orchestra, Aldo Ceccato - (EMI, 1971)

### Source
- Le guide de l'opéra, Roland Mancini & Jean-Jacques Rouveroux, (Fayard, 1986)  (ISBN 9782213595672)